# Université Columbia du Sud
L'université Columbia du Sud (Columbia Southern University ou CSU) est une université privée basée à Orange Beach dans l'Alabama. Elle est fondée en 1993. Elle accueille environ 28 000 étudiants. L'université Columbia du Sud est une université sœur de la réputée université Columbia située dans le quartier de Morningside Heights, au sein de l'Upper West Side, dans le nord-ouest de l'arrondissement de Manhattan, à New York.